# Дискографија Бијонсе
Дискографија Бијонсе, америчке R&B и поп пјевачице, састоји се од шест студијских албума, четири уживо албума, три компилацијска албума, два караоке албума, два сарадничка албума, пет ЕП-ова, једниг микстејпа и 62 сингла (укључујући 12 као гостујући извођач, десет промотивних синглова и пет добротворних синглова). Продала је око 100 милиона плоча као соло извођач, и додатних 60 милиона као члан групе Дестинис Чајлд, што је чини једном од најпродаванијих извођача свих времена. The Америчко удружење дискографских кућа (RIAA) признало је као најсертификованијег извођача деценије 2000. До јуна 2016. године, у Сједињеним Државама, Бијонсе је продала 17,2 милиона албума као соло извођач, и додатних 17 милиона албума као члан групе Дестинис Чајлд.
Бијонсе је каријеру почела као главни вокал групе Дестинис Чајлд. Дебитантски соло студијски албум, под називом Dangerously in Love објавила је 2003. године током паузе Дестинис Чајлда. Албум је дебитовао на првом мјесту на Билборд 200 листи у Сједињеним Државама; на њему су се нашли синглови "Crazy in Love", "Baby Boy", "Me, Myself and I", "Naughty Girl" и "The Closer I Get to You". Са сингловима "Crazy in Love" и Dangerously in Love, Бијонсе је постала први женски извођач и пети извођач икада чији су и албум и сингл истовремено заузимали прво мјесто на листама у Сједињеним Државама и Уједињеном Краљевству. Током 2003. године, синглови "Crazy in Love" и "Baby Boy" заузимали су прво мјесто на Билборд хот 100 листи осам и девет недеља. Сингл Dangerously in Love продат у преко 11 милиона примјерака широм свијета.
Након распада групе Дестинис Чајлд 2005. године, Бијонсе је објавила пјесму под називом "Check on It" са репером Slim Thug за филм Пинк Пантер. Сингл је заузимао прво мјесто на Билборд хот 100 листи пет недеља, а касније је укључен у њен други студијски албум B'Day, који је објављен 2006. године. Албум је произвео шест синглова, укључујући топ 10 синглове "Déjà Vu", "Irreplaceable" и "Beautiful Liar". Сингл "Ring the Alarm" постао је њен најбољи дебитантски сингл на Билборд хот 100 листи, дебитовао је на 12 мјесту 2006. године, док је "Irreplaceable" остао на врху исте листе десет недеља током 2006. и 2007. године, поставши њен сингл са највише недеља на првом мјесту листе.
Трећи студијски албум, под називом I Am... Sasha Fierce објављен 2008. године, био је њен двојни албум, чија је намјера била да одрази два аспекта њене личности. Албум је дебитовао на првом мјесту на Билборд 200 листи и укључивао је синглове "If I Were a Boy", "Single Ladies (Put a Ring on It)", који су заузимали прво мјесто на Билборд хот 100 листи четири недеље, "Halo" и "Sweet Dreams". Албум I Am... Sasha Fierce, продат је у преко 3,2 милиона примјерака у Сједињеним Државама, и у преко осам милиона примјерака широм свијета, до 2016. године. Четврти студијски албум, под називом 4, објављен је у јуну 2011. године и дебитовао је на првом мјесту на Билборд 200 листи. Прва два сингла са албума, "Run the World (Girls)" и "Best Thing I Never Had", нашла су се у том десет на листама широм свијета, док се Best Thing I Never Had нашао на 16 мјесту на Билборд хот 100 листи. Четврти сингл, "Love on Top" провео је на првом мјесту хот R&B/хип хоп листе седам недеља заредом, док је на Билборд хот 100 листи достигао 20 мјесто. Пети студијски албум, под називом Beyoncé неочекивано је објављен на Ајтјунсу у децембру 2013. године и дебитовао је на првом мјесту на Билборд 200 листи, поставши њен пети узастопни албум број 1 у Сједињеним Државама. Након само три дана продаје, Beyoncé је постао најбрже продавани албум на Ајтјунсу икада, и у Сједињеним Државама и широм свијета. Сингл са најбољом позицијом на листи био је "Drunk in Love", који се нашао на другом мјесту на Билборд хот 100 листи.
Шести студијси албум, под називом Lemonade објављен је 23. априла 2016. године, након вишесатног видеа који је приказан премијерно на каналу HBO. Са албумом Lemonade, Бијонсе је постала први извођач у историји са шест узастопних студијсих албума на првом мјесту на листи Билборд 200 у Сједињеним Државама. Свих 12 пјесама са албума нашло се на листи Билборд хот 100, чиме је срушила претходни рекорд са највише пјесама заредом на листи од стране женског извођача, који је држала Тејлор Свифт са 11 пјесама. Рекорд је срушила Карди Би 2018. године, са 13 пјесама. Водећи синг албума, "Formation" постао је Бијонсин први сингл у топ 10 након сингла "Drunk in Love" 2013. године.

## Албуми

### Студијски албуми
| Назив                | Детаљи о албуму | Најбоља позиција на листама | Најбоља позиција на листама | Најбоља позиција на листама | Најбоља позиција на листама | Најбоља позиција на листама | Најбоља позиција на листама | Најбоља позиција на листама | Најбоља позиција на листама | Најбоља позиција на листама | Најбоља позиција на листама | Сертификације | Продаја |
| Назив                | Детаљи о албуму | САД                         | АУС                         | КАН                         | ФРА                         | ЊЕМ                         | ИРС                         | ХОЛ                         | НЗ                          | ШВА                         | УК                          | Сертификације | Продаја |
| -------------------- | --- | --------------------------- | --------------------------- | --------------------------- | --------------------------- | --------------------------- | --------------------------- | --------------------------- | --------------------------- | --------------------------- | --------------------------- | --- | --- |
| Dangerously in Love  | - Датум објављивања: 23. јун 2003. (УК) - Издавачка кућа: Колумбија рекордс, Колумбија - Формати: ЦД, ЛП, дигитално преузимање               | 1                           | 2                           | 1                           | 14                          | 1                           | 1                           | 4                           | 8                           | 2                           | 1                           | - RIAA: 4× Платинум - ARIA: 3× Платинум - BPI: 4× Платинум - BVMI: Платинум - IFPI SWI: Платинум - MC: Платинум - RMNZ: Платинум - SNEP: 2× Златни                              | - У свијету: 11.000 000 (до 2011) - САД: 5.000 000 (до 2015) - УК 1.200 000 (до 2013)                         |
| B'Day                | - Датум објављивања: 1. септембар 2006. (САД) - Издавачка кућа: Сони урбан мјузик, Колумбија - Формати: ЦД, ЦД/DVD, ЛП, дигитално преузимање | 1                           | 8                           | 3                           | 12                          | 5                           | 3                           | 5                           | 8                           | 2                           | 3                           | - RIAA: 3× Платинум - ARIA: Платинум - BPI: Платинум+Златни - BVMI: Златни - IFPI SWI: Златни - IRMA: 3× Платинум - MC: Платинум - NVPI: Златни - RMNZ: Платинум - SNEP: Златни | - У свијету: 8.000 000 (до 2013) - САД: 3,410,000 (до 2015) - УК: 385,078 (до 2011)                           |
| I Am... Sasha Fierce | - Датум објављивања: 14. новембар 2008. - Издавачка кућа: Мјузик ворлд ентертајнмент, Колумбија - Формати: ЦД, ЦД/DVD, дигитално преузимање  | 1                           | 3                           | 6                           | 20                          | 17                          | 1                           | 6                           | 3                           | 7                           | 2                           | - RIAA: 2× Платинум - ARIA: 3× Платинум - BPI: 5× Платинум - BVMI: Платинум - IFPI SWI: Златни - IRMA: 2× Платинум - MC: 3× Платинум - NVPI: Платинум - RMNZ: 2× Платинум       | - У свијету: 8.000 000 (до 2016) - САД: 3.200 000 (до 2015) - УК: 1.670 000 (до 2018)                         |
| 4                    | - Датум објављивања: 24. јун 2011. - Издавачка кућа: Парквуд, Колумбија - Формати: ЦД, дигитално преузимање                                  | 1                           | 2                           | 3                           | 1                           | 5                           | 1                           | 2                           | 3                           | 1                           | 1                           | - RIAA: Платинум - ARIA: Платинум - BPI: 2× Платинум - IRMA: Платинум - MC: Златни - RMNZ: Златни - SNEP: Златни                                                                | - У свијету: 4.000 000 - САД: 1.500 000 (до 2015) - УК: 690.900 (до 2015)                                     |
| Beyoncé              | - Датум објављивања: 13. децембар 2013. Издавачка кућа: Парквуд, Колумбија - Формати: ЦД, ЦД/DVD, ЦД/блу реј ЛП, дигитално преузимање        | 1                           | 1                           | 1                           | 10                          | 11                          | 2                           | 1                           | 2                           | 4                           | 2                           | - RIAA: 2× Платинум - ARIA: Платинум - BPI: 2× Платинум - IFPI SWI: Златни - IRMA: Златни - MC: Платинум - RMNZ: Платинум - SNEP: Златни                                        | - У свијету: 5.000 000 (до 2014) - САД: 2.300 000 (до 2015) - УК: 418.000 (до 2014)                           |
| Lemonade             | - Датум објављивања: 23. април 2016. - Издавачка кућа: Парквуд, Колумбија - Формати: ЦД/DVD, ЛП, дигитално преузимање, онлајн стриминг       | 1                           | 1                           | 1                           | 7                           | 3                           | 1                           | 1                           | 1                           | 2                           | 1                           | - RIAA: Платинум - ARIA: Платинум - BPI: Платинум - IFPI SWI: Златни - MC: 2× Платинум - RMNZ: Златни                                                                           | - У свијету: 2.500 000 (до 2016) - САД: 1.554 000 (до 2016) - УК 328.000 (до of 2016) - ФРА: 30.000 (до 2016) |

### Заједнички албуми
| Назив                                             | Детаљи о албуму | Најбоља позиција на листама | Најбоља позиција на листама | Најбоља позиција на листама | Најбоља позиција на листама | Најбоља позиција на листама | Најбоља позиција на листама | Најбоља позиција на листама | Најбоља позиција на листама | Најбоља позиција на листама | Најбоља позиција на листама | Продаја                             |
| Назив                                             | Детаљи о албуму | САД                         | АУС                         | КАН                         | ФРА                         | ЊЕМ                         | ИРС                         | ХОЛ                         | НЗ                          | ШВА                         | УК                          | Продаја                             |
| ------------------------------------------------- | --- | --------------------------- | --------------------------- | --------------------------- | --------------------------- | --------------------------- | --------------------------- | --------------------------- | --------------------------- | --------------------------- | --------------------------- | ----------------------------------- |
| Everything Is Love (са Џеј-Зијем као the Carters) | - Датум објављивања: 16. јун 2018. (US) - Издавачка кућа: Парквуд, Колумбија, UMG, Roc Nation - Формати: ЦД, онлајн стриминг, дигитално преузимање | 2                           | 6                           | 4                           | 33                          | 23                          | 10                          | 4                           | 12                          | 5                           | 5                           | - У свијету: 660.000 - САД: 418.000 |

### Уживо албуми
| Назив                                                                        | Детаљи о албуму                                                                                             | Најбоља позиција на листама | Најбоља позиција на листама | Најбоља позиција на листама | Најбоља позиција на листама | Најбоља позиција на листама | Најбоља позиција на листама | Најбоља позиција на листама | Сертификација  | Продаја                                |
| Назив                                                                        | Детаљи о албуму                                                                                             | САД                         | САД R&B /хип хоп            | ЊЕМ                         | ЈАП                         | ХОЛ                         | ШВА                         | УК                          | Сертификација  | Продаја                                |
| ---------------------------------------------------------------------------- | --- | --------------------------- | --------------------------- | --------------------------- | --------------------------- | --------------------------- | --------------------------- | --------------------------- | -------------- | -------------------------------------- |
| Live at Wembley                                                              | - Датум објављивања: 26. април 2004. - Издавачка кућа: Колумбија - Формати: ЦД/DVD                          | 17                          | 8                           | 59                          | 8                           | —                           | 73                          | —                           | - RIAJ: Златни | - САД: 197.000 (до 2010) - JP: 100.000 |
| The Beyoncé Experience Live                                                  | - Датум објављивања: 16. новембар 2007. - Издавачка кућа: Колумбија - Формати: ЦД/DVD, дигитално преузимање | —                           | —                           | —                           | —                           | —                           | —                           | —                           |                |                                        |
| I Am... Yours: An Intimate Performance at Wynn Las Vegas                     | - Датум објављивања: 20. новембар 2009. - Издавачка кућа: Колумбија - Формати: ЦД/DVD, дигитално преузимање | —                           | —                           | 85                          | —                           | 66                          | —                           | 150                         |                |                                        |
| I Am... World Tour                                                           | - Датум објављивања: 26. новембар 2010. - Издавачка кућа: Колумбија - Формати: ЦД/DVD, дигитално преузимање | —                           | 40                          | —                           | —                           | —                           | —                           | —                           |                |                                        |
| "—" означава да албум није објављен у тој држави или се није нашао на листи. | |                             |                             |                             |                             |                             |                             |                             |                |                                        |

### Компилацијски албуми
| Назив                                                                        | Детаљи о албуму | Најбоља позиција на листама | Најбоља позиција на листама | Најбоља позиција на листама | Продаја              |
| Назив                                                                        | Детаљи о албуму | САД                         | САД R&B /хип хоп            | КОС                         | Продаја              |
| ---------------------------------------------------------------------------- | --- | --------------------------- | --------------------------- | --------------------------- | -------------------- |
| Dangerously in Love / Live at Wembley                                        | - Датум објављивања: 9. децембар 2008. (САД) - Издавачка кућа: Колумбија - Формати: ЦД//DVD                          | —                           | —                           | 37                          |                      |
| Above and Beyoncé: Video Collection & Dance Mixes                            | - Датум објављивања: 16. јун 2009. (САД) - Издавачка кућа: Колумбија - Формати: ЦД/DVD, дигитално преузимање         | 35                          | 23                          | —                           | САД 14.000 (до 2009) |
| Beyoncé: Platinum Edition                                                    | - Датум објављивања: 24. новембар 2014. - Издавачка кућа: Парквуд, Колумбија - Формати: ЦД/DVD, дигитално преузимање | —                           | —                           | —                           |                      |
| "—" означава да албум није објављен у тој држави или се није нашао на листи. | |                             |                             |                             |                      |

### Соундтрак албуми
| Назив      | Детаљи о албуму | Најбоља позиција на листама | Најбоља позиција на листама | Најбоља позиција на листама | Најбоља позиција на листама | Сертификације                                 | Продаја                                       |
| Назив      | Детаљи о албуму | САД                         | АУС                         | ЊЕМ                         | ХОЛ                         | Сертификације                                 | Продаја                                       |
| ---------- | --- | --------------------------- | --------------------------- | --------------------------- | --------------------------- | --------------------------------------------- | --------------------------------------------- |
| Dreamgirls | - Датум објављивања: 5. децембар 2006. - Издавачка кућа: Мјузик ворлд, Колумбија - Формати: ЦД, дигитално преузимање | 1                           | 15                          | 28                          | 22                          | - RIAA: Платинум - BPI: Златни - RIAJ: Златни | - САД: 1.500 000 - ЈАП: 150.000 - УК: 100.000 |

### Караоке албуми
| Назив                        | Детаљи о албуму                                                                                            |
| ---------------------------- | --- |
| Beyoncé Karaoke Hits, Vol. I | - Датум објављивања: 11. 3. 2008 (САД) - Издавачка кућа: Колумбија - Формати: Дигитално преузимање         |
| Live in Vegas Instrumentals  | - Датум објављивања: 28. септембар 2010. (САД) - Издавачка кућа: Колумбија - Формати: Дигитално преузимање |

## ЕП-ови
| Назив                                                                     | Детаљи о албуму                                                                                               | Најбоља позиција на листама | Најбоља позиција на листама | Најбоља позиција на листама | Најбоља позиција на листама | Сертификације  | Продаја                   |
| Назив                                                                     | Детаљи о албуму                                                                                               | САД                         | САД R&B /хип хоп            | НЗ                          | УК                          | Сертификације  | Продаја                   |
| ------------------------------------------------------------------------- | --- | --------------------------- | --------------------------- | --------------------------- | --------------------------- | -------------- | ------------------------- |
| True Star: A Private Performance                                          | - Датум објављивања: 2004. (САД) - Издавачка кућа: Сони мјузик ентертајнмент - Формати: ЦД                    | —                           | —                           | —                           | —                           |                |                           |
| Irreemplazable                                                            | - Датум објављивања: 28. август 2007. - Издавачка кућа: Колумбија - Формати: ЦД/DVD, ЦД, дигитално преузимање | 105                         | 41                          | —                           | —                           |                | - САД: 57.000 (до 2010)   |
| Heat                                                                      | - Датум објављивања: Фебруар 2011. (САД) - Издавачка кућа: Колумбија - Формати: ЦД                            | —                           | —                           | —                           | —                           |                |                           |
| 4: The Remix                                                              | - Датум објављивања: 23. април 2012. - Издавачка кућа: Парквуд, Колумбија - Формати: Дигитално преузимање     | —                           | 30                          | —                           | —                           | - BPI: Сребрни |                           |
| More Only                                                                 | - Датум објављивања: 24. новембар 2014. - Издавачка кућа: Парквуд, Колумбија - Формати: Дигитално преузимање  | 8                           | 3                           | 24                          | 41                          | - BPI: Сребрни | - САД 43.000 - УК: 60.000 |
| "—" означава да ЕП није објављен у тој држави или се није нашао на листи. | |                             |                             |                             |                             |                |                           |

## Синглови

### Као главни извођач
| Назив                                                                          | Година | Најбоља позиција на листама | Најбоља позиција на листама | Најбоља позиција на листама | Најбоља позиција на листама | Најбоља позиција на листама | Најбоља позиција на листама | Најбоља позиција на листама | Најбоља позиција на листама | Најбоља позиција на листама | Најбоља позиција на листама | Сертификације | Албум                                     |
| Назив                                                                          | Година | САД                         | АУС                         | КАН                         | ФРА                         | ЊЕМ                         | ИРС                         | ХОЛ                         | НЗ                          | ШВА                         | УК                          | Сертификације | Албум                                     |
| ------------------------------------------------------------------------------ | ------ | --------------------------- | --------------------------- | --------------------------- | --------------------------- | --------------------------- | --------------------------- | --------------------------- | --------------------------- | --------------------------- | --------------------------- | --- | ----------------------------------------- |
| "Work It Out"                                                                  | 2002.  | —                           | 21                          | —                           | 87                          | 75                          | 12                          | 30                          | 36                          | 48                          | 7                           | - ARIA: Златни | Austin Powers in Goldmember               |
| "Fighting Temptation" (са Миси Елиот, MC Lyte и Free)                          | 2003.  | —                           | —                           | 34                          | —                           | 54                          | —                           | 13                          | —                           | —                           | —                           | | The Fighting Temptations                  |
| "Crazy in Love" (са Џеј-Зијем)                                                 | 2003.  | 1                           | 2                           | 2                           | 21                          | 6                           | 1                           | 2                           | 2                           | 3                           | 1                           | - RIAA: Златни - ARIA: Платинум - BPI: Платинум - RMNZ: Златни                                                                   | Dangerously in Love                       |
| "Baby Boy" (са Шоном Полом)                                                    | 2003.  | 1                           | 3                           | 2                           | 8                           | 4                           | 6                           | 8                           | 2                           | 5                           | 2                           | - RIAA: Златни - ARIA: Платинум - BPI: Сребрни                                                                                   | Dangerously in Love                       |
| "Me, Myself and I"                                                             | 2003.  | 4                           | 11                          | 7                           | —                           | 35                          | 21                          | 14                          | 18                          | 41                          | 11                          | | Dangerously in Love                       |
| "Summertime" (са Паф Дидијем)                                                  | 2003.  | —                           | —                           | —                           | —                           | —                           | —                           | —                           | —                           | —                           | —                           | | The Fighting Temptations                  |
| "Naughty Girl"                                                                 | 2004.  | 3                           | 9                           | 2                           | 18                          | 16                          | 14                          | 10                          | 6                           | 18                          | 10                          | - RIAA: Златни - ARIA: Златни - BPI: Сребрни - RMNZ: Платинум                                                                    | Dangerously in Love                       |
| "The Closer I Get to You" (са Лутером Вандросом)                               | 2004.  | —                           | —                           | —                           | —                           | —                           | —                           | —                           | —                           | —                           | —                           | | Dangerously in Love иDance with My Father |
| "Wishing on a Star"                                                            | 2005.  | —                           | —                           | —                           | —                           | —                           | —                           | —                           | —                           | —                           | —                           | | Roll Bounce                               |
| "Check on It" (са Slim Thug)                                                   | 2005.  | 1                           | —                           | 5                           | 32                          | 11                          | 5                           | 5                           | 1                           | 7                           | 3                           | - RIAA: Златни - BPI: Сребрни - MC: Златни                                                                                       | Number 1's                                |
| "Déjà Vu" (са Џеј-Зијем)                                                       | 2006.  | 4                           | 12                          | 14                          | 23                          | 9                           | 3                           | 17                          | 15                          | 3                           | 1                           | - RIAA: Златни - BPI: Сребрни | B'Day                                     |
| "Ring the Alarm"                                                               | 2006.  | 11                          | —                           | —                           | —                           | —                           | —                           | —                           | —                           | —                           | —                           | - RIAA: Златни | B'Day                                     |
| "Irreplaceable"                                                                | 2006.  | 1                           | 1                           | 2                           | 10                          | 11                          | 1                           | 3                           | 1                           | 9                           | 4                           | - RIAA: 2× Платинум - ARIA: Платинум - BPI: Платинум - RMNZ: Платинум                                                            | B'Day                                     |
| "Listen"                                                                       | 2007.  | 61                          | —                           | —                           | —                           | 18                          | 6                           | —                           | —                           | —                           | 8                           | - BPI: Златни | Dreamgirls                                |
| "Beautiful Liar" (са Шакиром)                                                  | 2007.  | 3                           | 5                           | 2                           | 1                           | 1                           | 1                           | 1                           | 1                           | 1                           | 1                           | - RIAA: Платинум - ARIA: Златни - BPI: Златни - BVMI: Златни - RMNZ: Златни                                                      | B'Day                                     |
| "Get Me Bodied"                                                                | 2007.  | 46                          | —                           | —                           | —                           | —                           | —                           | —                           | —                           | —                           | —                           | | B'Day                                     |
| "Green Light"                                                                  | 2007.  | —                           | —                           | —                           | —                           | —                           | 46                          | 18                          | —                           | —                           | 12                          | | B'Day                                     |
| "Until the End of Time" (са Џастином Тимберлејком)                             | 2007.  | 17                          | —                           | —                           | —                           | —                           | —                           | —                           | 31                          | —                           | —                           | | FutureSex/LoveSounds                      |
| "If I Were a Boy"                                                              | 2008.  | 3                           | 3                           | 4                           | 5                           | 3                           | 2                           | 1                           | 2                           | 3                           | 1                           | - RIAA: 2× Платинум - ARIA: 3× Платинум - BPI: Платинум - BVMI: Златни - IFPI SWI: Платинум - MC: 2× Платинум - RMNZ: Платинум   | I Am... Sasha Fierce                      |
| "Single Ladies (Put a Ring on It)"                                             | 2008.  | 1                           | 5                           | 2                           | 68                          | 3                           | 4                           | 8                           | 2                           | 40                          | 7                           | - RIAA: 4× Платинум - ARIA: 5× Платинум - BPI: Платинум - BVMI: Златни - MC: 2× Платинум - RMNZ: Платинум                        | I Am... Sasha Fierce                      |
| "At Last"                                                                      | 2008.  | 67                          | —                           | 45                          | —                           | —                           | —                           | —                           | —                           | —                           | 168                         | | Cadillac Records                          |
| "Diva"                                                                         | 2009.  | 19                          | 40                          | —                           | —                           | —                           | 50                          | —                           | 26                          | —                           | 72                          | - RIAA: Златни | I Am... Sasha Fierce                      |
| "Halo"                                                                         | 2009.  | 5                           | 3                           | 3                           | 39                          | 5                           | 4                           | 9                           | 2                           | 4                           | 4                           | - RIAA: 2× Платинум - ARIA: 7× Платинум - BPI: 2× Платинум - BVMI: Платинум - IFPI SWI: Платинум - MC: Платинум - RMNZ: Платинум | I Am... Sasha Fierce                      |
| "Ego"                                                                          | 2009.  | 39                          | —                           | —                           | —                           | —                           | —                           | 42                          | 11                          | —                           | 60                          | - RMNZ: Gold | I Am... Sasha Fierce                      |
| "Sweet Dreams"                                                                 | 2009.  | 10                          | 2                           | 17                          | —                           | 8                           | 4                           | 26                          | 1                           | 16                          | 5                           | - RIAA: Платинум - ARIA: Платинум - BPI: Платинум - RMNZ: Платинум                                                               | I Am... Sasha Fierce                      |
| "Broken-Hearted Girl"                                                          | 2009.  | —                           | 14                          | —                           | —                           | 14                          | 20                          | —                           | —                           | 62                          | 27                          | - BPI: Сребрни | I Am... Sasha Fierce                      |
| "Video Phone"                                                                  | 2009.  | 65                          | 31                          | —                           | —                           | —                           | —                           | 49                          | 32                          | —                           | 58                          | | I Am... Sasha Fierce                      |
| "Why Don't You Love Me"                                                        | 2010.  | —                           | 73                          | —                           | —                           | —                           | —                           | —                           | —                           | —                           | 51                          | | I Am... Sasha Fierce                      |
| "Run the World (Girls)"                                                        | 2011.  | 29                          | 10                          | 16                          | 12                          | —                           | 11                          | 8                           | 9                           | 22                          | 11                          | - RIAA: Златни - ARIA: 2× Платинум - BPI: Платинум - MC: Платинум - RMNZ: Златни                                                 | 4                                         |
| "Best Thing I Never Had"                                                       | 2011.  | 16                          | 17                          | 27                          | 61                          | 29                          | 2                           | 23                          | 5                           | 35                          | 3                           | - RIAA: Платинум - ARIA: Платинум - BPI: Платинум - MC: Златни - RMNZ: Златни                                                    | 4                                         |
| "Party" (са André 3000)                                                        | 2011.  | 50                          | —                           | —                           | —                           | —                           | —                           | —                           | —                           | —                           | —                           | | 4                                         |
| "Love on Top"                                                                  | 2011.  | 20                          | 20                          | 65                          | 83                          | —                           | 21                          | 23                          | 14                          | —                           | 13                          | - RIAA: Златни - ARIA: 2× Платинум - BPI: Платинум                                                                               | 4                                         |
| "Countdown"                                                                    | 2011.  | 71                          | —                           | 62                          | —                           | —                           | 45                          | 52                          | —                           | —                           | 35                          | - RIAA: Златни - BPI: Сребрни | 4                                         |
| "End of Time"                                                                  | 2012   | —                           | —                           | —                           | —                           | —                           | 27                          | —                           | —                           | —                           | 39                          | - BPI: Сребрни | 4                                         |
| "XO"                                                                           | 2013.  | 45                          | 16                          | 36                          | 99                          | 68                          | 15                          | 24                          | 10                          | —                           | 22                          | - RIAA: Платинум - ARIA: Платинум - BPI: Сребрни - MC: Златни                                                                    | Beyoncé                                   |
| "Drunk in Love" (са Џеј-Зијем)                                                 | 2013.  | 2                           | 22                          | 23                          | 9                           | 70                          | 10                          | 36                          | 7                           | 40                          | 9                           | - RIAA: 3× Платинум - ARIA: Платинум - BPI: Платинум - BVMI: златни - MC: Платинум - RMNZ: Златни                                | Beyoncé                                   |
| "Partition"                                                                    | 2014.  | 23                          | —                           | 100                         | 120                         | —                           | 57                          | —                           | —                           | —                           | 74                          | - RIAA: Платинум - BPI: Сребрни                                                                                                  | Beyoncé                                   |
| "Pretty Hurts"                                                                 | 2014.  | —                           | 47                          | 78                          | 133                         | 83                          | 56                          | 87                          | —                           | 67                          | 63                          | - BPI: Сребрни | Beyoncé                                   |
| "Flawless" (са Chimamanda Ngozi Adichie / Nicki Minaj)                         | 2014.  | 41                          | —                           | 88                          | 83                          | —                           | 77                          | —                           | —                           | —                           | 65                          | | Beyoncé                                   |
| "7/11"                                                                         | 2014.  | 13                          | 41                          | 43                          | 11                          | 78                          | 54                          | 48                          | 24                          | 74                          | 33                          | - RIAA: Платинум - BPI: Златни - RMNZ: Златни                                                                                    | Beyoncé                                   |
| "Ring Off"                                                                     | 2014.  | —                           | —                           | —                           | 110                         | —                           | —                           | 84                          | —                           | —                           | 81                          | | Beyoncé                                   |
| "Formation"                                                                    | 2016.  | 10                          | 17                          | 32                          | 24                          | 74                          | 59                          | —                           | —                           | —                           | 31                          | - RIAA: Платинум - ARIA: Златни - MC: Златни                                                                                     | Lemonade                                  |
| "Sorry"                                                                        | 2016.  | 11                          | 74                          | 40                          | 62                          | —                           | 82                          | —                           | —                           | —                           | 33                          | - RIAA: Платинум | Lemonade                                  |
| "Hold Up"                                                                      | 2016.  | 13                          | 25                          | 37                          | 14                          | —                           | 52                          | —                           | —                           | —                           | 11                          | - RIAA: Платинум - ARIA: Златни - BPI: Сребрни                                                                                   | Lemonade                                  |
| "Freedom" (са Кендриком Ламаром)                                               | 2016.  | 35                          | 62                          | 60                          | 53                          | —                           | 95                          | —                           | —                           | —                           | 40                          | | Lemonade                                  |
| "All Night"                                                                    | 2016.  | 38                          | —                           | 73                          | 71                          | —                           | —                           | —                           | —                           | —                           | 60                          | | Lemonade                                  |
| "Perfect Duet" (са Едом Шераном)                                               | 2017.  | 1                           | —                           | 1                           | —                           | —                           | —                           | 1                           | 1                           | —                           | —                           | - RMNZ: Платинум | Није сингл са албума                      |
| "Apeshit" (са Џеј-Зијем као the Carters)                                       | 2018.  | 13                          | 51                          | 24                          | 23                          | —                           | 33                          | 59                          | —                           | 69                          | 33                          | | Everything Is Love                        |
| "Summer" (са Џеј-Зијем као the Carters)                                        | 2018.  | 84                          | —                           | —                           | —                           | —                           | —                           | —                           | —                           | —                           | 96                          | | Everything Is Love                        |
| "—" означава да пјесма није објављена у тој држави или се није нашла на листи. |        |                             |                             |                             |                             |                             |                             |                             |                             |                             |                             | |                                           |

### Као гостујући извођач
| "I Got That" (Амил и Бијонсе)                                                  | 2000. | —  | —  | —  | —   | —  | —  | —  | —  | —  | —   | | All Money Is Legal                    |
| "'03 Bonnie & Clyde" (Џеј-Зи и Бијонсе)                                        | 2002. | 4  | 2  | 6  | 25  | 6  | 8  | 5  | 4  | 1  | 2   | - RIAA: Златни - ARIA: Платинум - BPI: Сребрни                                                                                              | The Blueprint 2: The Gift & The Curse |
| "Hollywood" (Џеј-Зи и Бијонсе)                                                 | 2007. | —  | 98 | —  | —   | —  | —  | —  | —  | —  | —   | | Kingdom Come                          |
| "Love in This Club Part II" (Ашер, Бијонсе и Лил Вејн)                         | 2008. | 18 | 96 | 69 | —   | —  | —  | —  | —  | —  | —   | | Here I Stand                          |
| "Put It in a Love Song" (Алиша Киз и Бијонсе)                                  | 2010  | —  | 18 | 71 | —   | —  | 26 | —  | 24 | —  | —   | - ARIA: Златни | The Element of Freedom                |
| "Telephone" (Лејди Гага и Бијонсе)                                             | 2010  | 3  | 3  | 3  | 3   | 3  | 1  | 6  | 3  | 3  | 1   | - RIAA: 3× Платинум - ARIA: 3× Платинум - BPI: Платинум - BVMI: Златни - IFPI SWI: Златни - MC: 3× Платинум - RMNZ: Платинум - SNEP: Златни | The Fame Monster                      |
| "Lift Off" (Џеј-Зи, Канје Вест и Бијонсе)                                      | 2011  | —  | 81 | —  | —   | —  | —  | —  | —  | —  | 48  | | Watch the Throne                      |
| "Part II (On the Run)" (Џеј-Зи и Бијонсе)                                      | 2014. | 77 | —  | —  | 187 | —  | —  | —  | —  | —  | 93  | - RIAA: Златни | Magna Carta Holy Grail                |
| "Say Yes" (Мишел Вилијамс, Бијонсе и Кели Роуланд)                             | 2014. | —  | —  | —  | 90  | —  | —  | —  | —  | —  | 106 | | Journey to Freedom                    |
| "Runnin' (Lose It All)" (Naughty Boy, Бијонсе и Ароу Бенџамин)                 | 2015. | 90 | 22 | 61 | 1   | 85 | 12 | 14 | 10 | 24 | 4   | - ARIA: Златни - BPI: Платинум - RMNZ: Платинум                                                                                             | Није сингл са албума                  |
| "Shining" (DJ Khaled, Бијонсе и Џеј-Зи)                                        | 2017. | 57 | 93 | 72 | 75  | —  | —  | —  | —  | —  | 71  | - RIAA: Платинум | Grateful                              |
| "Mi Gente" (Remix) (Џеј Балвин, Вили Вилијам и Бијонсе)                        | 2017. | 3  | 11 | 2  | —   | —  | —  | 1  | 39 | 16 | —   | - RIAA: 68× Платинум(Latin) - ARIA: Платинум                                                                                                | Није сингл са албума                  |
| "Walk on Water" (Еминем и Бијонсе)                                             | 2017. | 14 | 10 | 22 | 13  | 16 | 8  | 14 | 18 | 5  | 7   | - BPI: Сребрни - MC: Платинум | Revival                               |
| "Top Off" (DJ Khaled, Џеј-Зи, Future и Бијонсе)                                | 2018. | 22 | —  | 48 | 55  | 98 | 67 | —  | —  | 66 | 41  | - RIAA: Златни | Father of Asahd                       |
| "—" означава да пјесма није објављена у тој држави или се није нашла на листи. |       |    |    |    |     |    |    |    |    |    |     | |                                       |

### Промотивни синглови
| Назив                                                                          | Година | Најбоља позиција на листама | Најбоља позиција на листама | Најбоља позиција на листама | Најбоља позиција на листама | Најбоља позиција на листама | Сертификације                  | Албум |
| Назив                                                                          | Година | САД                         | САД R&B /хип хоп            | КАН                         | ФРА                         | УК                          | Сертификације                  | Албум |
| ------------------------------------------------------------------------------ | ------ | --------------------------- | --------------------------- | --------------------------- | --------------------------- | --------------------------- | ------------------------------ | ----- |
| "Daddy"                                                                        | 2003.  | —                           | —                           | —                           | —                           | —                           | Dangerously in Love            |       |
| "What's It Gonna Be"                                                           | 2003.  | —                           | —                           | —                           | —                           | —                           | Dangerously in Love            |       |
| "One Night Only" (са Дина Џонс и the Dreams)                                   | 2006.  | —                           | —                           | —                           | —                           | 67                          | Dreamgirls                     |       |
| "Upgrade U" (са Џеј-Зијем)                                                     | 2006.  | 59                          | 11                          | —                           | —                           | —                           | B'Day                          |       |
| "Si Yo Fuera un Chico"                                                         | 2009.  | —                           | —                           | —                           | —                           | —                           | I Am... Sasha Fierce           |       |
| "Sing a Song"                                                                  | 2009.  | —                           | —                           | —                           | —                           | —                           | Wow! Wow! Wubbzy!: Sing-a-Song |       |
| "Fever"                                                                        | 2010.  | —                           | —                           | —                           | —                           | —                           | Heat                           |       |
| "1+1"                                                                          | 2011.  | 57                          | —                           | 82                          | —                           | 71                          | 4                              |       |
| "Daddy Lessons" (са Dixie Chicks)                                              | 2016   | 41                          | 26                          | 62                          | 90                          | 40                          | Lemonade                       |       |
| "Die with You"                                                                 | 2017   | —                           | —                           | —                           | 51                          | 62                          | Н/Д                            |       |
| "—" означава да пјесма није објављена у тој држави или се није нашла на листи. |        |                             |                             |                             |                             |                             |                                |       |

### Добротворни синглови
| "What More Can I Give" (са The All Stars)                                      | 2003. | —  | —  | —  | —  | —  | —  | —  | - У спомен жртвама на Нападе 11. септембра 2001.        |
| "The Star Spangled Banner (Super Bowl XXXVIII Performance)"                    | 2004. | —  | —  | —  | —  | —  | —  | —  | - Уживо на Супербоулу 2004. године.                     |
| "Just Stand Up!" (са извођачима Stand Up to Cancer)                            | 2008. | 11 | 57 | 39 | 10 | 11 | 19 | 26 | - Дио кампање Stand Up to Cancer.                       |
| "God Bless the USA"                                                            | 2011. | —  | —  | —  | —  | —  | —  | —  | - У циљу прикупљања новца за дјечји фонд.               |
| "Irreplaceable" (Live at Glastonbury)                                          | 2011. | —  | —  | —  | —  | —  | —  | 33 | - У циљу прикупљања новца за Oxfam, WaterAid и Гринпис. |
| "—" означава да пјесма није објављена у тој држави или се није нашла на листи. |       |    |    |    |    |    |    |    |                                                         |

## Остале пјесме на листама
| Назив                                                                          | Година | Најбоља позиција на листама | Најбоља позиција на листама | Најбоља позиција на листама | Најбоља позиција на листама | Најбоља позиција на листама | Најбоља позиција на листама | Најбоља позиција на листама | Најбоља позиција на листама | Најбоља позиција на листама | Најбоља позиција на листама | Сертификација                      | Албум                                       |
| Назив                                                                          | Година | САД                         | САД R&B /хип хоп            | АУС                         | КАН                         | ФРА                         | ЊЕМ                         | ИРС                         | ХОЛ                         | ШВА                         | УК                          | Сертификација                      | Албум                                       |
| ------------------------------------------------------------------------------ | ------ | --------------------------- | --------------------------- | --------------------------- | --------------------------- | --------------------------- | --------------------------- | --------------------------- | --------------------------- | --------------------------- | --------------------------- | ---------------------------------- | ------------------------------------------- |
| "Sexy Lil' Thug"                                                               | 2003.  | —                           | 67                          | —                           | —                           | —                           | —                           | —                           | —                           | —                           | —                           |                                    | Speak My Mind                               |
| "Dangerously in Love 2"                                                        | 2004.  | 57                          | 17                          | —                           | —                           | —                           | —                           | —                           | —                           | —                           | —                           |                                    | Dangerously in Love                         |
| "A Woman Like Me"                                                              | 2006.  | —                           | —                           | —                           | —                           | —                           | —                           | —                           | —                           | —                           | —                           |                                    | Није сингл са албума                        |
| "Kitty Kat"                                                                    | 2006.  | —                           | 66                          | —                           | —                           | —                           | —                           | —                           | —                           | —                           | —                           |                                    | B'Day                                       |
| "Lost Your Mind"                                                               | 2006.  | —                           | —                           | —                           | —                           | —                           | —                           | —                           | —                           | —                           | —                           |                                    | B'Day                                       |
| "Freakum Dress"                                                                | 2006.  | —                           | —                           | —                           | —                           | —                           | —                           | —                           | —                           | —                           | —                           |                                    | B'Day                                       |
| "Resentment"                                                                   | 2006.  | —                           | —                           | —                           | —                           | —                           | —                           | —                           | —                           | —                           | —                           |                                    | B'Day                                       |
| "Irreemplazable"                                                               | 2007   | —                           | —                           | —                           | —                           | —                           | 78                          | —                           | —                           | —                           | —                           |                                    | Irreemplazable                              |
| "Ave Maria"                                                                    | 2008   | —                           | —                           | 90                          | —                           | —                           | —                           | —                           | —                           | —                           | 150                         |                                    | I Am... Sasha Fierce                        |
| "Radio"                                                                        | 2009   | —                           | —                           | —                           | —                           | —                           | —                           | —                           | 14                          | —                           | —                           |                                    | I Am... Sasha Fierce                        |
| "Halo" (live)                                                                  | 2010.  | —                           | —                           | —                           | 58                          | —                           | —                           | —                           | —                           | —                           | —                           |                                    | Hope for Haiti Now                          |
| "See Me Now" (Канје Вест, Бијонсе, Чарли Вилсон и Big Sean)                    | 2010.  | —                           | —                           | —                           | —                           | —                           | —                           | —                           | —                           | —                           | —                           |                                    | My Beautiful Dark Twisted Fantasy           |
| "Love a Woman" (Мери Џеј Блајџ и Бијонсе)                                      | 2011.  | —                           | 89                          | —                           | —                           | —                           | —                           | —                           | —                           | —                           | —                           |                                    | My Life II... The Journey Continues (Act 1) |
| "I Was Here"                                                                   | 2011.  | —                           | —                           | 85                          | —                           | —                           | —                           | 88                          | —                           | 74                          | 131                         |                                    | 4                                           |
| "Dance for You"                                                                | 2012.  | 78                          | 6                           | —                           | —                           | —                           | —                           | —                           | —                           | —                           | 147                         |                                    | 4                                           |
| "Haunted"                                                                      | 2013.  | —                           | —                           | —                           | —                           | 99                          | —                           | —                           | —                           | —                           | 158                         |                                    | Beyoncé                                     |
| "Mine" (са Дрејком)                                                            | 2013.  | 82                          | 25                          | —                           | 82                          | 159                         | —                           | —                           | —                           | —                           | 65                          |                                    | Beyoncé                                     |
| "Blow"                                                                         | 2013.  | —                           | 48                          | —                           | —                           | —                           | —                           | —                           | 63                          | —                           | —                           |                                    | Beyoncé                                     |
| "Standing on the Sun" (Remix) (са Mr. Vegas)                                   | 2014.  | —                           | 45                          | —                           | —                           | —                           | —                           | —                           | —                           | —                           | 170                         |                                    | More Only                                   |
| "Feeling Myself" (Ники Минаж и Бијонсе)                                        | 2014.  | 39                          | 12                          | 52                          | 67                          | 53                          | —                           | —                           | —                           | —                           | 64                          | - RIAA: 2× Платинум - BPI: Сребрни | The Pinkprint                               |
| "Pray You Catch Me"                                                            | 2016.  | 37                          | 22                          | 97                          | 71                          | 96                          | —                           | —                           | —                           | —                           | 52                          |                                    | Lemonade                                    |
| "Don't Hurt Yourself" (са Џеком Вајтом)                                        | 2016.  | 28                          | 16                          | 93                          | 53                          | 47                          | 106                         | —                           | —                           | —                           | 36                          |                                    | Lemonade                                    |
| "6 Inch" (са The Weeknd)                                                       | 2016.  | 18                          | 10                          | 61                          | 31                          | 47                          | 71                          | —                           | —                           | —                           | 35                          |                                    | Lemonade                                    |
| "Love Drought"                                                                 | 2016.  | 47                          | 28                          | —                           | 84                          | 152                         | —                           | —                           | —                           | —                           | 69                          |                                    | Lemonade                                    |
| "Sandcastles"                                                                  | 2016.  | 43                          | 27                          | —                           | 79                          | 109                         | —                           | —                           | —                           | —                           | 57                          |                                    | Lemonade                                    |
| "Forward" (са Џејмсом Блејком)                                                 | 2016.  | 63                          | 30                          | —                           | —                           | 151                         | —                           | —                           | —                           | —                           | 85                          |                                    | Lemonade                                    |
| "Boss" (са Џеј-Зијем као the Carters)                                          | 2018.  | 77                          | 38                          | —                           | —                           | —                           | —                           | —                           | —                           | —                           | 87                          |                                    | Everything Is Love                          |
| "Nice" (са Џеј-Зијем као the Carters)                                          | 2018.  | 95                          | 48                          | —                           | —                           | —                           | —                           | —                           | —                           | —                           | —                           |                                    | Everything Is Love                          |
| "Friends" (са Џеј-Зијем као the Carters)                                       | 2018.  | 99                          | —                           | —                           | —                           | —                           | —                           | —                           | —                           | —                           | —                           |                                    | Everything Is Love                          |
| "713" (са Џеј-Зијем као the Carters)                                           | 2018.  | —                           | —                           | —                           | —                           | —                           | —                           | —                           | —                           | —                           | —                           |                                    | Everything Is Love                          |
| "Heard About Us" (са Џеј-Зијем као the Carters)                                | 2018.  | —                           | —                           | —                           | —                           | —                           | —                           | —                           | —                           | —                           | —                           |                                    | Everything Is Love                          |
| "Black Effect" (са Џеј-Зијем као the Carters)                                  | 2018.  | —                           | —                           | —                           | —                           | —                           | —                           | —                           | —                           | —                           | —                           |                                    | Everything Is Love                          |
| "LoveHappy" (са Џеј-Зијем као the Carters)                                     | 2018.  | —                           | —                           | —                           | —                           | —                           | —                           | —                           | —                           | —                           | —                           |                                    | Everything Is Love                          |
| "—" означава да пјесма није објављена у тој држави или се није нашла на листи. |        |                             |                             |                             |                             |                             |                             |                             |                             |                             |                             |                                    |                                             |